# Panihati
Panihati est une ville d’Inde ayant en 2001 une population de 348 379 habitants.